# Rafael Baena González
Rafael Baena González, dit Rafa Baena, né le 7 novembre 1982 à Estepa, est un handballeur espagnol évoluant au poste de pivot.

## Palmarès

### En équipe nationale
- Médaille d'argent au Championnat d'Europe 2016 en Pologne

### En clubs
- Vainqueur du Championnat d'Allemagne (2) : 2016, 2017
  - Deuxième en  2015, 2018
- Vainqueur de la Coupe d'Allemagne (1) : 2018
- Vainqueur de la Supercoupe d'Allemagne (2) : 2016/17, 2017/18

### Distinctions individuelles
- Meilleur buteur du Championnat d'Espagne en 2011